# Halobates

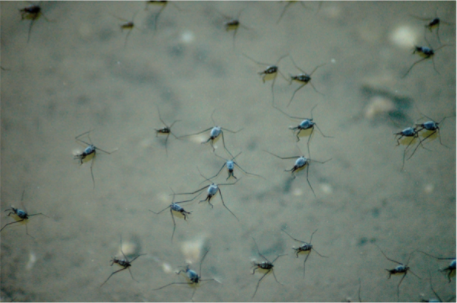
Diversos individus sobre l'aigua

Halobates és un gènere d'hemípters heteròpters de la família Gerridae. Hi ha al voltant de 40 espècies, cinc d'elles són pelàgiques (viuen en alta mar). Llisquen ràpidament per la superfície de l'aigua, de la mateixa manera que Gerris lacustris, membre de la mateixa família, i prenen en els flotants, entre els quals troben el seu aliment.
Són propis de les regions tropicals i australs, i constitueixen l'únic grup d'insectes clarament marins. Són predadors alimentant-se de zooplàncton, per bé que no se sap molt de la seva dieta.

## Taxonomia
El gènere Halobates inclou les següents espècies:
- Halobates acherontis (Polhemus, 1982)
- Halobates alluaudi (Bergroth, 1893)
- Halobates browni (Herring, 1961)
- Halobates bryani (Herring, 1961)
- Halobates calyptus (Herring, 1961)
- Halobates darwini (Herring, 1961)
- Halobates dianae (Zettel, 2001)
- Halobates elephanta (Andersen & Foster, 1992)
- Halobates esakii (Miyamoto, 1967)
- Halobates fijiensis (Herring, 1958)
- Halobates flaviventris (Eschscholtz, 1822)
- Halobates formidabilis (Distant, 1910)
- Halobates galatea (Herring, 1961)
- Halobates germanus (White, 1883)
- Halobates hawaiiensis (Usinger, 1938)
- Halobates hayanus (White, 1883)
- Halobates herringi (Polhemus & Cheng, 1982)
- Halobates japonicus (Esaki, 1924)
- Halobates katherinae (Herring, 1958)
- Halobates kelleni (Herring, 1961)
- Halobates lannae (Andersen & Weir, 1994)
- Halobates maculatus (Schadow, 1922)
- Halobates mariannarum (Esaki, 1924)
- Halobates matsumurai (Esaki, 1924)
- Halobates melleus (Linnavuori, 1971)
- Halobates micans (Eschscholtz, 1822)
- Halobates mjobergi (Hale, 1925)
- Halobates murphyi (Polhemus & Polhemus, 1991)
- Halobates nereis (Herring, 1961)
- Halobates panope (Herring, 1961)
- Halobates peronis (Herring, 1961)
- Halobates poseidon (Herring, 1961)
- Halobates princeps (White, 1883)
- Halobates proavus (White, 1883)
- Halobates regalis (Carpenter, 1892)
- Halobates robinsoni (Andersen & Weir, 2003)
- Halobates robustus (Barber, 1925)
- Halobates salotae (Herring, 1961)
- Halobates sericeus (Eschscholtz, 1822)
- Halobates sexualis (Distant, 1903)
- Halobates sobrinus (White, 1883)
- Halobates splendens (Witlaczil, 1886)
- Halobates tethys (Herring, 1961)
- Halobates trynae (Herring, 1964)
- Halobates whiteleggei (Skuse, 1891)
- Halobates zephyrus (Herring, 1961)